# Chablais

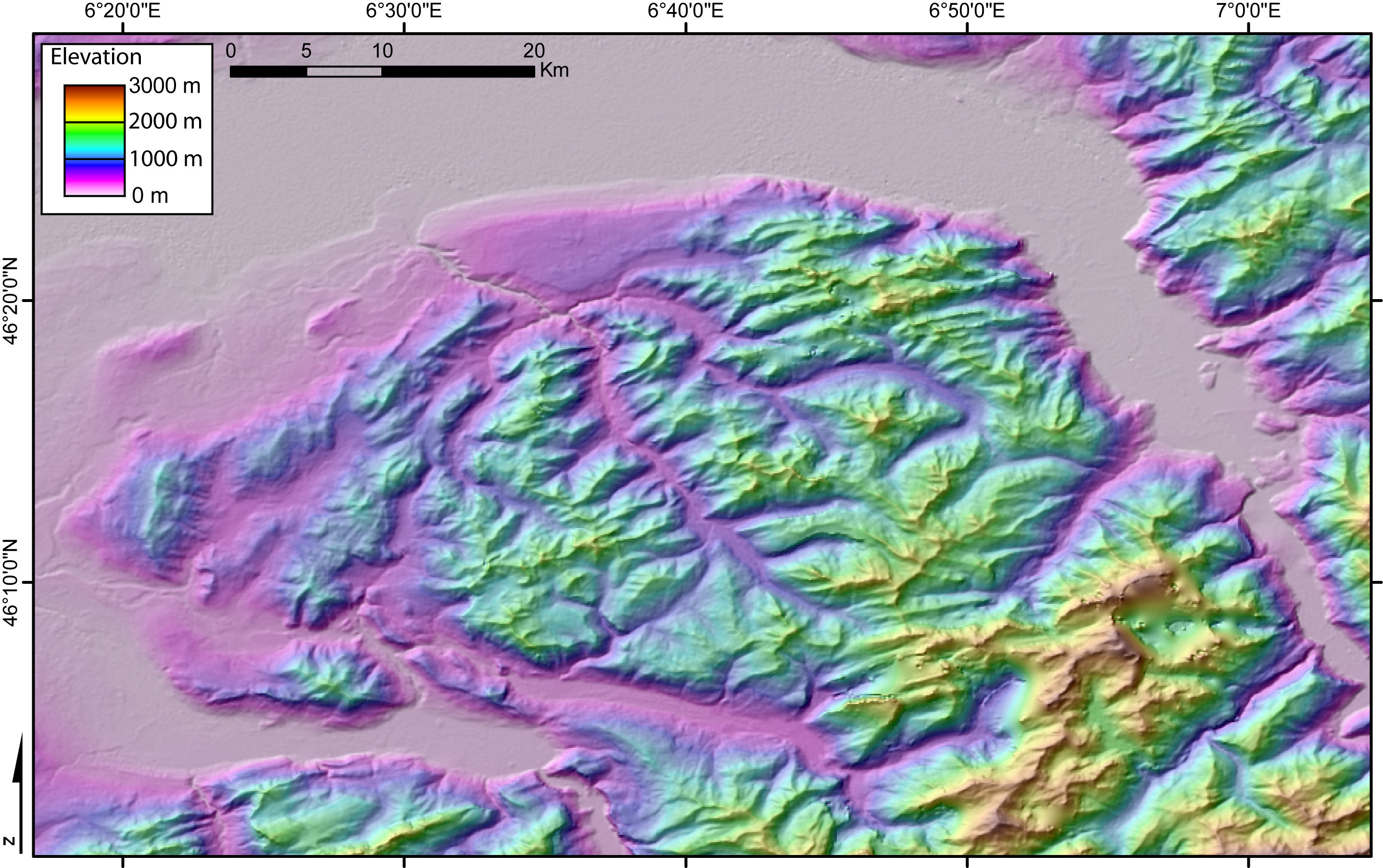
Chablais, digitaal hoogtemodel

De Chablais is een oude provincie van het hertogdom Savoye met Thonon-les-Bains, aan het meer van Genève als hoofdstad. De streek is nu verdeeld over de Zwitserse kantons Wallis en Vaud en het Franse departement Haute-Savoie.
De naam is een vervorming van het Latijnse Caput lacus en betekent hoofd van het meer.
Het gebied werd samen met Savoye door Frankrijk geannexeerd in 1860; alhoewel het nooit een van de provincies van Frankrijk geweest is (die waren toen al afgeschaft), hoort het thuis in de lijst van voormalige provincies op het huidige Franse grondgebied.